# Tom Wisdom
Tom Wisdom (ur. 18 lutego 1973 w Swindon) – angielski aktor teatralny, filmowy i telewizyjny.

## Życiorys

### Wczesne lata
Urodzony w Swindon, ze względu na pracę ojca w Royal Air Force, dorastał ze starszym bratem i młodszą siostrą w wielu różnych miejscach, w tym angielskich bazach lotniczych w Swindon, Doncaster i Devon. Stał się zapalonym miłośnikiem sportów, m.in. Liverpool F.C. Grał w piłkę nożną, a także w golf, tenis, badmintona, krykieta, snooker i bilard. 
Uczęszczał do Taunton's College w Southampton i londyńskiej Academy Drama School, gdzie otrzymał stypendium sceniczne. W 1993 zagrał główną rolę w sztuce Patricka Wilde’a Co złego ze złym? (What Wrong With Angry?).

## Filmografia

### Filmy fabularne
- 2007: 300 jako Astinos
- 2008: W krainie ognia i lodu (Fire and Ice: The Dragon Chronicles, TV) jako Gabriel
- 2008: Stowarzyszenie wędrujących dżinsów 2 jako Ian
- 2009: Radio na fali (The Boat That Rocked) jako 'Midnight' Mark, DJ
- 2010: Latarnik – The Lightkeepers (The Lightkeepers) jako John Brown / Russell Brooks
- 2013: Romeo i Julia (Romeo & Juliet) jako hrabia Parys

### Seriale TV
- 1996: Sprawa dla Wycliffe’a (Wycliffe) jako Neil Pender
- 1999-2000: Coronation Street (Corrie) jako Tom Ferguson
- 2003-2005: Mile High jako Marco Bailey
- 2010: Herkules Poirot (Agatha Christie's Poirot) jako Oliver Manders
- 2014–2015: Dominion jako archanioł Michał